# Pterolophia pseudoculata
Pterolophia pseudoculata là một loài bọ cánh cứng trong họ Cerambycidae.